# Castañera
Castañero o castañera es un vendedor callejero que dispone de un pequeño fogón para asar castañas. Los puestos de venta pueden ser fijos o móviles, y es tradición servir en un 'cucurucho' la porción de frutos secos que se sacan de rejilla sobre la que se cocinan.
En el español de Canarias se denomina como castañero al propio árbol del que nacen las castañas.

## Tipología
De origen incierto, entre el último tercio del siglo XVIII y la mitad del siglo XX fue una estampa muy popular en España, con su apogeo a lo largo del siglo XIX, quedando reflejada en obras como Los españoles pintados por sí mismos y llegando a diferenciarse dos tipos:
- Las castañeras que cocían, vendedoras ambulantes provistas de una simple olla de hierro en que cocían y almacenaban las castañas, y que podía servirles de mostrador para venderlas. El anís con que las sazonaban valía poco, el carbón que para ello consumían no valía mucho y el agua que gastaban, apenas nada.
- Las castañeras que asaban debían tener los siguientes utensilios:

1. una mesa, o una tabla sobre un cajón
2. una olla especial o algún otro tipo de vasija
3. algún tipo de anafre u hornillo portátil
4. una chimenea o cañón de hoja de lata que dé salida al humo del hornillo
5. algún tipo de fuelle
6. unas tenazas para remover las castañas en la rejilla y escarbar la lumbre
7. un cuchillo para hacer en cada castaña la incisión que evita que salten las castañas y facilita después la separación de la cáscara
8. una manta o trapo para abrigar la mercancía
9. una espuerta bien provista de carbón
10. un tarro lleno de sal
11. una silla (o similar asiento más o menos primitivo), y en los casos más lujosos, un cobertizo para resguardarse de la intemperie.

## En la literatura
Fueron recogidas, en especial las mujeres dedicadas a este oficio, en muy diversos ejemplos de la literatura más castiza, como es el caso de Las castañeras picadas, sainete de Don Ramón de la Cruz.